# 三遊亭遊子
三遊亭 遊子（さんゆうてい ゆうこ、1988年7月19日 - ）は、日本の落語家。本名∶保坂 勇樹。東京都東久留米市出身。血液型はO型。身長は174cm。株式会社ゴールデンミュージックプロモーションに所属。

## 来歴
2011年大阪芸術大学舞台芸術学科卒業後、2012年4月に三代目三遊亭遊三に入門。六月上席楽屋入り「遊松」となる。浅草演芸ホールにおいて『子ほめ』で初高座。
2016年6月、桂鷹治とともに二ツ目に昇進し、「遊子」となる。出囃子は「供奴」。
2017年6月二ツ目に昇進した1年後に「二つ目2年目という小さな区切り目」として、人生初のブログを開始。
2017年には、手塚治虫の名作を舞台化した「『漫劇!! 手塚治虫 第四巻』The Fusion of Comics＆Theater」、Studio☆STELLApresents舞台「不思議の国deアリス」、「落語とハワイが恋をしてる」などの舞台に出演した。
2021年3月27日放送の特番『オールスター感謝祭'21春』（TBSテレビ）内でのコーナー「東京ドイツ村ミニマラソン」に初出場し、女子1万メートル日本記録保持者である新谷仁美らを破り優勝を果たした。
2023年8月8日、俳優のたかはしあいこと結婚した事を双方のSNSで発表した。

## 人物
趣味はマラソン、読書、バスケットボール。
三遊亭小遊三の弟子と間違われやすいが、小遊三の師匠にあたる三遊亭遊三の弟子で小遊三の弟弟子にあたる。三遊亭遊三のもとに24歳で入門した時、師匠の遊三は74歳で師弟の年齢差は50歳、兄弟子の小遊三との年齢差は41歳である。
同じ落語芸術協会に所属する10人（他のメンバーは、春風亭鯉づむ、春風亭昇吾、桂竹千代、昔昔亭喜太郎、瀧川鯉白、桂鷹治、古今亭今いち、立川幸之進、笑福亭希光）で「芸協カデンツァ」というユニットを組んでいる。実質的に「成金」の後継にあたる。
浅草演芸ホール8月中席で毎年行われる住吉踊り連に所属している。

## 演目
- 寿限無
- 井戸の茶碗[9]
- 初天神[10]
- 水屋の富
- 野晒し
- 死神[11]
- のめる
- 天狗裁き
- 金明竹[12]

## 出演

### テレビ
- おべんとレター。（2017年7月29日・8月5日、テレビ朝日）[2]
- オールスター感謝祭（2021年3月27日、2023年4月8日、TBSテレビ）
- SASUKE2021（2021年12月28日、TBSテレビ）

### テレビドラマ
- 日曜ワイド「将軍刑事」（2017年1月21日、テレビ朝日）[13][14] - 警察官 役
- 99.9-刑事専門弁護士- 完全新作SP新たな出会い篇（2021年12月29日、TBS） - 近藤純 役

### 映画
- 放課後アングラーライフ（2023年4月29日公開、マーメイドフィルム）[15]

### 舞台
- 「漫劇!! 手塚治虫 第四巻」（人面瘡）2017年2月15日～19日[2]
- Studio☆STELLApresents舞台「不思議の国deアリス」2017年2月26日
- 「落語とハワイが恋をしてる」2017年3月30日～4月1日
- 「前川清＆中村美律子 爆笑劇場 in 中日劇場 ～スペシャルゲストゲスト 松居直美～」2018年3月8日～14日
- 「美律子と純烈の新春! 初歌!! 初笑い!!! 御園座新春特別公演」2022年1月8日～14日

### 落語会
- 所属事務所主催「三遊亭遊子の会」2017年7月20日、11月15日[16]